# Jessica Varnish
Jessica Varnish (Bromsgrove, 19 november 1990) is een wielrenner uit Verenigd Koninkrijk.
In 2011 werd Varnish Europees kampioen op de baan op het onderdeel teamsprint, samen met Victoria Pendleton.
Op de Olympische Zomerspelen in Londen in 2012 nam Varnish samen met Victoria Pendleton deel aan het onderdeel teamsprint. Ze reden daarbij in de kwalificatie een nieuw olympisch record.
In 2014 nam Varnish deel aan de Gemenebestspelen, bij het baanwielrennen op de onderdelen sprint en 500 meter tijdrit.